# Condor (torpilleur)
Pour les articles homonymes, voir Condor.
Le Condor est un aviso torpilleur français des années 1880, le navire de tête de sa classe. Il est lancé le 17 mai 1885 au chantier naval de l’Arsenal de Rochefort à Rochefort (Charente-Maritime), et mis en service dans la Marine nationale française en novembre 1886. Le navire a été rayé de la liste de la marine en 1907 et démoli par la suite.

## Conception
Les avisos-torpilleurs de classe Condor, ont été conçus comme de petits navires à cheminée unique avec des étraves et des poupes en forme de soc de charrue et trois mâts, dont un a été retiré plus tard,. La coque était en acier.
Le navire était un petit aviso torpilleur,. La longueur entre perpendiculaires était de 68 mètres, la largeur 9 mètres et le tirant d'eau 4,7 mètres,. Le déplacement était de 1229 tonnes à charge normale,. Le navire était propulsé par deux moteurs à vapeur d’une puissance totale de 3000 chevaux, auxquels la vapeur était fournie par quatre chaudières cylindriques,. La vitesse maximale du navire à deux hélices était de 17,5 nœuds,. Le navire pouvait transporter jusqu'à 160 tonnes de charbon, lui donnant une autonomie de 2800 milles marins à une vitesse de 10 nœuds,.
L’artillerie principale se composait de cinq canons de 100 mm L/26 modèle 1881, placés sur le pont supérieur dans des embrasures (deux à l’avant), des flotteurs (deux autres) et à l’arrière,. De plus, quatre canons Hotchkiss de 47 mm L/40 et six canons-revolver de 37 mm L/20 ont été installés sur le navire,. Le navire était équipé de quatre tubes lance-torpilles de 350 mm,.
Le pont blindé convexe en acier avait une épaisseur de 40 mm et au-dessus de la salle des machines, il y avait un batardeau et un pont renforcé,.
L’équipage du navire se composait de 156 officiers, officiers mariniers et matelots,.

## Carrière
Le Condor a été construit à l’arsenal de Rochefort,. Il a été mis en chantier en avril 1883 et lancé le 17 mai 1885,. Le coût de construction du navire était de 80 000 £. Le Condor est commissionné dans la Marine nationale en novembre 1886,. Dans les années 1890, tous les tubes lance-torpilles ont été retirés du pont du navire. Le navire a été désarmé en 1907 et mis au rebut,. Le Condor a été vendu pour démolition à Toulon 86.700 Francs à M. Blanc entrepreneur à Marseille le 22 novembre 1907 .